# Eredi della sconfitta
Eredi della sconfitta è il secondo romanzo di Kiran Desai, pubblicato nel 2006, e vincitore del Booker Prize di quell'anno.
La storia, ambientata nel 1986, ruota attorno a due personaggi principali: Biju e Sai. Biju è un indiano che è immigrato clandestinamente negli Stati Uniti, figlio di un cuoco che lavora per il nonno di Sai. Sai è una ragazza che vive tra le montagne di Kalimpong con suo nonno Jemubhai, il cuoco e un cane.

## Edizioni
- Kiran Desai, Eredi della sconfitta, Adelphi, 2007,  p. 391, ISBN 978-88-459-2140-7.